# Б
Б (gemen: б) är en bokstav i det kyrilliska alfabetet. Precis som det latinska alfabetets B härstammar den från grekiska beta (β). Den uttalas normalt som b, men i ryskan uttalas den som p i slutet av ord och före tonlösa konsonanter. Vid transkribering av ryska använder man bokstaven b i svensk text och [b] i IPA. Vid translitteration till latinska bokstäver enligt ISO 9 motsvaras bokstaven också av b. Bokstaven Б ska inte förväxlas med В som motsvarar V i det latinska alfabetet.
| Unicode | Liten bokstav |                          | Unicode | Stor bokstav |                            | Används bl.a. i följande språk           |
| ------- | ------------- | ------------------------ | ------- | ------------ | -------------------------- | ---------------------------------------- |
| U+0431  | б             | CYRILLIC SMALL LETTER BE | U+0411  | Б            | CYRILLIC CAPITAL LETTER BE | de flesta där kyrilliskt alfabet används |

## Teckenkoder i datorsammanhang
| Teckenkoder        | Versal: Б                  | Gemen: б                 |
| ------------------ | -------------------------- | ------------------------ |
| Namn (Unicode)     | CYRILLIC CAPITAL LETTER BE | CYRILLIC SMALL LETTER BE |
| Kodpunkt (Unicode) | U+0411                     | U+0431                   |
| HTML               | &#1041;                    | &#1073;                  |